# Твид-Хедс
Твид-Хедс (англ. Tweed Heads) — город в штате Новый Южный Уэльс, Австралия. Он расположен на реке Твид на северо-востоке штата, рядом с границей с Квинслендом, рядом со своим «городом-побратимом» Кулангаттой, пригородом Голд-Коста. Его часто называют городом, где люди могут менять часовые пояса — даже отмечать Новый год дважды в течение часа — просто переходя улицу из-за близости к границе Квинсленда и того факта, что в Новом Южном Уэльсе соблюдается летнее время, тогда как в Квинсленде нет.

## История
В 1823 году Джон Оксли был первым европейцем, увидевшим Твид-Вэлли, и написал о ней: «Глубокая богатая долина, поросшая великолепными деревьями, прекрасная однородность которых нарушалась только поворотами и извилинами реки. Фоном была гора Предупреждение. Вид был вообще неописуемо красивым. Пейзажи здесь превосходили все, что я раньше видел в Австралии».
Изначально лесорубы переехали в Твид-Вэлли в 1844 году. После вырубки леса сюда переехали фермеры, которые стали выращивать бананы, тростник и молочное животноводство, в то время как развивалась рыбная промышленность. Первая школа открылась в 1871 году.
Когда-то Твид Хедс был связан с системой железных дорог Квинсленда, а линия Южного побережья обеспечивала прямое сообщение с Брисбеном. Железная дорога открылась 10 августа 1903 года. Предполагалось, что правительство Нового Южного Уэльса продлит свою железнодорожную линию от Мервиллумбы до Твид Хедс, но этого не произошло из-за отсутствия финансирование на реализацию необходимого объема работ (строительство мостов, тунель и иной инфраструктуры). Железнодорожный вокзал Твид Хедс был расположен на западной стороне Энид-стрит между Бэй-стрит и Фрэнсис-стрит (28,17193 ° ю. ш. 153,54073 ° в. д.). Железнодорожная линия до Брисбена закрыта в 1961 году; территория станции была преобразована в парковую зону и передана под коммерческую застройку.
13 сентября 1911 года открылся клуб спасателей Твид-Хедс.
Твид-Хедс был местом вымышленного города Порпойз-Спит в фильме 1994 года Свадьба Мюриэль.
В апреле 2020 года на улицах возле государственной границы были установлены заграждения на контрольно-пропускных пунктах, чтобы ограничить въезд в Кулангатту во время пандемии COVID-19.

## Туризм
Учитывая его близость к Голд-Косту, Твид Хедс имеет общую экономику с Кулангаттой, в значительной степени основанную на туризме.
Самые популярные туристические направления Твид Хедс включают Маунт-Уорнинг, один из крупнейших щитовых вулканов в Южном полушарии, а также близлежащие национальные парки Найткэп, Пограничные районы, Спрингбрук и Лэмингтон, изобилующие субтропической фауной и флорой.

## Демография
По данным переписи 2016 года, в Твид-Хедс зарегистрировано 8176 человек, из которых 52,2 процента составляли женщины и 47,8 процента — мужчины. Аборигены и жители островов Торресова пролива составляли 2,4 % населения. Средний возраст населения составлял 56 лет, что на 18 лет выше среднего по Австралии. Это сделало регион Твид-Хедс лучшим местом для проживания пенсионеров с 14 отдельными пенсионными деревнями.
69,6 % людей родились в Австралии. Следующими по распространенности странами происхождения были Англия 5,8 % и Новая Зеландия 3,6 %. 83,8 % людей говорили дома только по-английски.

## Известные люди
Ниже приводится список известных людей, проживающих в Твид Хедс или родившихся в нем:
- Седрик Попкин, австралийский солдат, который, возможно, застрелил немецкого летчика Манфреда фон Рихтгофена (также известного как Красный барон) во время Первой мировой войны.